# Asphondylia sphaera
Asphondylia sphaera är en tvåvingeart som beskrevs av Monzen 1937. Asphondylia sphaera ingår i släktet Asphondylia och familjen gallmyggor. Inga underarter finns listade i Catalogue of Life.